# Simon Antoine Jean L'Huilier

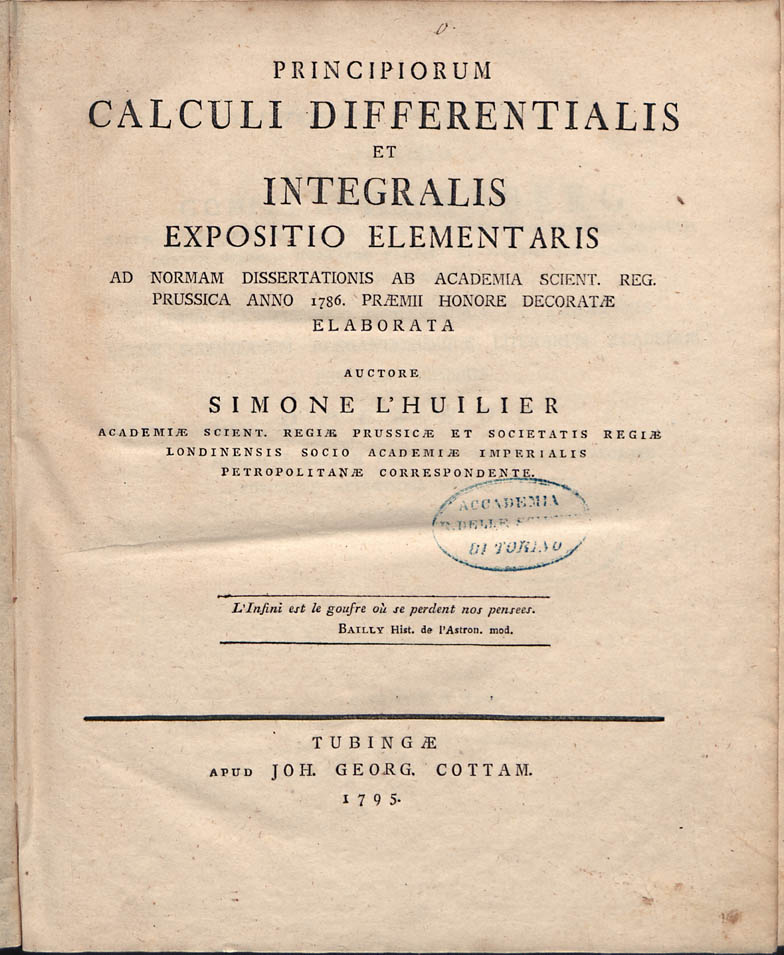
Principiorum calculi differentialis et integralis expositio elementaris, 1795

Simon Antoine Jean L'Huilier (n. 24 aprilie 1750 - d. 28 martie 1840) a fost un matematician elvețian de limbă franceză și origine hughenotă.
Este cunoscut pentru contribuțiile sale în domeniul analizei matematice, topologiei, în generalizarea caracteristicii lui Euler în cazul grafurilor planare. A extins formula lui Heron în trigonometrie sferică.
Era membru al Royal Society, al academiilor din Berlin, Göttingen și St. Petersburg, rector al Academiei din Geneva și președinte al camerei legislative din același oraș.
1. 1 2  MacTutor History of Mathematics archive, accesat în 22 august 2017
2. 1 2  Simon Antoine Jean Lhuillier, annuaire prosopographique: la France savante, accesat în 9 octombrie 2017
3. 1 2   https://ge.ch/arvaegrefdoc/EC3/87862/chaeg_ec_madeleine_bm_12_00179.JPG Lipsește sau este vid: |title= (ajutor)
4. 1 2 3 4  Lexiconul de istorie al Elveției, accesat în 4 februarie 2025
5. 1 2 3 4 5 6 7 8  MacTutor History of Mathematics archive
6. ↑  Simon Antoine L’Huillier, Internetowy Polski Słownik Biograficzny
7. 1 2  211, p. 54
8. ↑  Autoritatea BnF, accesat în 10 octombrie 2015
9. ↑  Czech National Authority Database, accesat în 1 martie 2022